# Gilberto Kassab
Gilberto Kassab (San Paolo, 12 agosto 1960) è un economista, politico e ingegnere brasiliano di origini libanesi, dal 31 marzo 2006 al 1º gennaio 2013 sindaco di San Paolo e fondatore del Partito Social Democratico.
Il suo nome è stato citato nel 2017 tra i beneficiari di tangenti pagate dalla multinazionale JBS.

## Biografia
Ha svolto i seguenti incarichi:
- 1993-1994: consigliere comunale della città di San Paolo
- 1995-1998: deputato dello Stato di San Paolo
- 1998-2004: membro del Congresso
- 2004-2006: vicesindaco della città si San Paolo
- 2006-2013: sindaco di San Paolo